# Association sportive de Sada
| \| Sada \| Le club est basé à Sada. |
| Sada                                |

L'Association sportive de Sada est un club de football français situé à Sada, une ville de Mayotte. 
Il est l'un des deux principaux clubs de Sada avec celui de l'UCS Sada.

## Histoire
L’Association Sportive de Sada, association loi de 1901, a été créée le 29 mai 1976, avec comme objectifs promouvoir les activités sportives chez les jeunes, à travers le football ainsi que l’éducation intellectuelle et morale dans la commune de Sada. L’AS Sada est une émanation de 2 équipes, Cyclone et Olympique. Celles-ci viennent de MASSULAHA, émanant elle-même de Cadet. Un esprit d’union caractérisé par son emblème : « WASS PIAS ASS », traduit littéralement par nous sommes tous ASS. Une équipe par laquelle tous les villageois peuvent s’identifier.

## Palmarès
| Équipe principale | Équipes féminines                                            |
| --- | ------------------------------------------------------------ |
| - Régional 1 (3) - 9 titres de champion de Mayotte (1978, 1979, 1980, 1981, 1988, 1989, 1996, 1998, 2004) - Coupe Régional de Mayotte (4) - Vainqueur en 1980, 1992, 1993, 1996 - 1 titre de champion de l’Océan indien (2005) - Vice-champion de la coupe des clubs champions de l’outre-mer (2005) - 2 Super-coupes, tour océan-indien Coupe régionale de France (1992, 1993) - 1 coupe du Préfet - 1 coupe de la Société Bambao | - Championnat Féminin Régional 2 - Coupe de Mayotte Féminine |